# Лангль де Кари, Фернан
Ферна́н Ла́нгль де Кари́ (4 июля 1849 — 1927) — французский военный деятель, дивизионный генерал, участник франко-прусской войны и Первой мировой войны.

## Биография
В 1869 году окончил Сен-Сирскую военную школу и Академию Генштаба. Служил в кавалерии, участвовал во франко-прусской войне. Командовал кавалерийской бригадой и колониальной дивизией. С 1908 года командир армейского корпуса. С 1912 года член Высшего военного совета. С началом Первой мировой войны назначен командующим 4-й армии, во время Пограничного сражения, в ходе тяжелых боев в Арденнах, армия Лангля де Кари терпит поражение и с 22 августа начинает отступление. Однако в Марнской битве 4-я армия сумела удержать позиции, также войска Лангль де Кари участвуют в осенней операции в Шампани, в 1915 году. В конце 1915 года назначен командующим группы армий, которой в том числе подчинялись войска, оборонявшие крепость Верден. В 1916 году отстранен от командования и направлен с дипломатической миссией в Алжир и Тунис. В 1917 году вышел в отставку.